# Al-Manshiyya (Jenin)
Al-Manshiyya (àrab: المنشية, al-Manxiyya) és una vila palestina de la governació de Jenin a Cisjordània al nord de la vall del Jordà. Segons el cens de l'Oficina Central Palestina d'Estadístiques (PCBS) tenia 156 habitants en 2007.